# Copa Paz del Chaco 1962
Copa Paz del Chaco 1962 – turniej towarzyski o puchar Paz del Chaco odbył się po raz drugi w 1962 roku. W turnieju uczestniczyły zespoły: Paragwaju i Boliwii.

## Mecze
| 10 sierpnia Cochabamba |  | Boliwia | 3 | - | 1 | Paragwaj |

| 12 sierpnia La Paz |  | Boliwia | 3 | - | 2 | Paragwaj |

## Końcowa tabela
| M | Reprezentacja | L.m. | Zw. | Rem. | Por. | Bramki | R.br. | Pkt |
| 1 | Boliwia       | 2    | 2   | 0    | 0    | 6:3    | +3    | 4   |
| 2 | Paragwaj      | 4    | 0   | 0    | 2    | 3:6    | -3    | 0   |

Triumfatorem turnieju Copa Paz del Chaco 1962 został zespół Boliwii.